# Flèche wallonne 2001
La Flèche wallonne 2001, 65e édition de la course, a lieu le 18 avril 2001 sur un parcours de 198 kilomètres, entre Charleroi et le mur de Huy. La victoire revient au Belge Rik Verbrugghe.

## Équipes participantes
| N.      | Code | Équipe                           |
| ------- | ---- | -------------------------------- |
| 1-10    | FAS  | Fassa Bortolo                    |
| 11-20   | RAB  | Rabobank                         |
| 21-30   | LOT  | Lotto-Adecco                     |
| 31-40   | MAP  | Mapei-Quick Step                 |
| 41-50   | COF  | Cofidis, le Crédit par Téléphone |
| 51-59   | TEL  | Team Deutsche Telekom            |
| 61-70   | DFF  | Domo-Farm Frites                 |
| 71-80   | SAE  | Saeco Macchine per Caffè         |
| 81-90   | LIQ  | Liquigas-Pata                    |
| 91-100  | MCY  | Mercury-Viatel                   |
| 101-108 | ONC  | ONCE                             |
| 111-120 | CST  | CSC-WorldOnline                  |

| N.      | Code | Équipe                         |
| ------- | ---- | ------------------------------ |
| 121-130 | TAC  | Tacconi Sport-Vini Caldirola   |
| 131-139 | FES  | Festina                        |
| 141-148 | KEL  | Kelme-Costa Blanca             |
| 151-158 | LAM  | Lampre-Daikin                  |
| 161-168 | EUS  | Euskaltel-Euskadi              |
| 171-180 | BAN  | iBanesto.com                   |
| 181-190 | COA  | Team Coast                     |
| 191-200 | MER  | Mercatone Uno-Stream TV        |
| 201-210 | COS  | Collstrop-Palmans              |
| 211-220 | VLA  | Vlaanderen-T Interim           |
| 221-230 | LAN  | Landbouwkrediet-Colnago        |
| 231-240 | VDC  | Ville de Charleroi-New Systems |

## Classement final
| #  | Coureur              | Équipe        |    | Temps           |
| -- | -------------------- | ------------- | -- | --------------- |
| 1  | Rik Verbrugghe       | Lotto-Adecco  | en | 4 h 50 min 03 s |
| 2  | Ivan Basso           | Fassa Bortolo | +  | 5 s             |
| 3  | Jörg Jaksche         | ONCE-Eroski   |    | 12 s            |
| 4  | César Solaun         | iBanesto.com  |    | 21 s            |
| 5  | David Etxebarria     | Euskaltel     |    | 21 s            |
| 6  | Francesco Casagrande | Fassa Bortolo |    | 21 s            |
| 7  | Dario Frigo          | Fassa Bortolo |    | 21 s            |
| 8  | Davide Rebellin      | Liquigas-Pata |    | 21 s            |
| 9  | Michael Boogerd      | Rabobank      |    | 21 s            |
| 10 | Peter Luttenberger   | Tacconi Sport |    | 21 s            |